# THE TOKYO MATRIX
THE TOKYO MATRIX（ザ・トーキョー・マトリクス）は、東急歌舞伎町タワー4階にあるソニー・ミュージックソリューションズが運営するミッション攻略型アトラクション。

## 概要
東急歌舞伎町タワー4階の約1,500平方メートルのフロアにあるダンジョン攻略を目的とした世界初のアトラクション施設で、ソニー・ミュージックソリューションズとソニー・ミュージックエンタテインメントが共同で企画し、2023年4月14日に東急歌舞伎町タワーとともに開業した。アトラクション各所にソニーグループの最先端技術がふんだんに使われており、仲間と協力してモンスターを倒し、アイテムを探し、トラップをかいくぐるといったゲームやアニメでしかできなかった体験を現実世界上で体験できる。難易度は非常に高く、クリアには思考能力、運動能力、運、チームワークなど幅広い要素が要求される。2〜3人のグループを組んで参加し、1人では参加できない。
オープンから約4ヶ月半が経過した2023年9月6日、初めて完全にクリアしたパーティーが現れたと発表された。

## 経緯
2018年に、新宿・歌舞伎町の新宿TOKYU MILANO跡地にて超高層複合施設「東急歌舞伎町タワー」の建設が発表され、そのワンフロアを使ったエンターテイメント施策の企画が始まった。当初はソニー・ミュージックグループであるアニプレックスのアニメコンテンツなどを題材としたミュージアムとして計画されていたが、2020年に新型コロナウイルスの感染が拡大し、計画を見直すこととなった。コロナ禍において、10～20代に対して、どのようなアトラクションなら興味を持ってくれるかを質問する市場調査を行った結果、「アバターで仮想現実へ潜入」「最先端技術を駆使したインタラクティブ体験」「スポーツをモチーフにしたアトラクション」といった回答が得られた。また別の調査で、自信があることについて質問したところ、「頭脳」「戦略・戦術を組み立てること」「スポーツ」「ゲームプレイ能力」がいずれも20%を超えた。このような調査の結果から、最先端のテクノロジーを駆使した体験型アトラクションとして企画された。また、成功体験をより感動的なものに増幅させ、その成功体験を求めてまた挑戦したいという意欲が湧くように、難易度は非常に高いものとなった。

## ソードアート・オンライン -アノマリー・クエスト-
ソードアート・オンライン -アノマリー・クエスト-は、THE TOKYO MATRIXで展開されるソードアート・オンラインを題材としたアトラクションである。展開期間は1年を想定していたが、2023年11月10日に、期間を2025年1月まで延長することが発表された。

### アトラクション概要
2023年4月14日、THE TOKYO MATRIXのオープンと同時に展開が開始された。
プレイヤーはアニメ作品「ソードアート・オンライン」で繰り広げられるフルダイブ型VRMMORPG「アルヴヘイム・オンライン」に新しくできた、キリトとアスナと対峙するクエストに参加する。

### クエスト
クエストは7つ存在する。

#### QUEST1
横幅7m、縦2.8mの巨大なモニターがある部屋で、全身のモーションキャプチャを使い、自身のアバターを動かし、ハンドヘルドデバイスで敵モンスターを倒していく。

#### QUEST2
全長約60ｍの長い廊下で、指定された数字を3つ探し出すというミッション。

#### QUEST3
討伐に必要となるアイテムを見つけるのが目的のクエストで、全8部屋あるミッションの中からランダムに選ばれた3部屋をクリアすることが求められる。

##### シリカの部屋
モニターに映されたモンスターへボールを当てるミッション。

##### エギルの部屋
綱を引いて扉を開けるミッションと、スタートからゴールまでをパネルでつなげるデジタルゲームからなる。

##### アリスの部屋
さまざまな形をした巨大なブロックをパズルのように組み合わせて指定の形を完成させるミッション。

##### シノンの部屋
モンスターにダーツを当てるミッション。

##### ユイの部屋
床に表示されたパネルを通って部屋の奥のゴールラインを越えるミッションと、ゲージが溜まるまで笑顔を見せ続けるデジタルゲームからなる。

##### リーファの部屋
クモの巣をかいくぐるミッション。

##### リズベットの部屋
精錬して強い武器をつくるミッション。

##### クラインの部屋
トラップに見つからずに鍵を開けるミッション。

#### QUEST4
大量のモンスターに囲まれるトラップ部屋。

#### QUEST5
キリトとアスナと対戦する部屋。

#### QUEST6
2023年5月17日に公式Twitterでその存在が明かされた。内容は明かされていない。

#### FINAL QUEST
2023年9月9日に公式Twitterでその存在が明かされた。内容は明かされていない。